# Parafia Trójcy Przenajświętszej w Bąkowej Górze
Parafia Trójcy Przenajświętszej w Bąkowej Górze – parafia rzymskokatolicka, znajdująca się w archidiecezji częstochowskiej, w dekanacie Kodrąb.